# さくら 〜あなたに出会えてよかった〜
「さくら 〜あなたに出会えてよかった〜」（さくら 〜あなたにであえてよかった〜）は、RSPの6枚目のシングル。2009年2月25日発売。

## 概要
「さくら 〜あなたに出会えてよかった〜」は高野健一の「さくら」のカバー曲である。
DVD付初回限定盤と通常盤の2形態で発売。
DVDには「Superstar」のミュージック・ビデオを収録している。

## 収録曲

### CD
1. さくら 〜あなたに出会えてよかった〜
  - 作詞・作曲・編曲：高野健一
2. Superstar 
  - 作詞：RSP／作曲：KOSH／編曲：SiZK
3. 夜空に 〜Sound of Lovers〜 
  - 作詞・作曲：佐野あゆみ／編曲：灰野一平
4. さくら 〜あなたに出会えてよかった〜（instrumental）

### DVD
1. Superstar（ミュージック・ビデオ）